# ГЕС Шін-Накачіяма
ГЕС Шін-Накачіяма (яп. 新中地山発電所, Шін-Накачіяма хацуденшьо, Гепберн: Shin Nakachiyama hatsudensho) — гідроелектростанція в Японії на острові Хонсю. Знаходячись між ГЕС Вадагава II (вище по сточищу) та малою ГЕС Омата (3,2 МВт), входить до складу однієї з гілок гідровузла, створеного на лівобережжі річки Джогандж, яка на східній околиці міста Тояма впадає до затоки Тояма (Японське море).

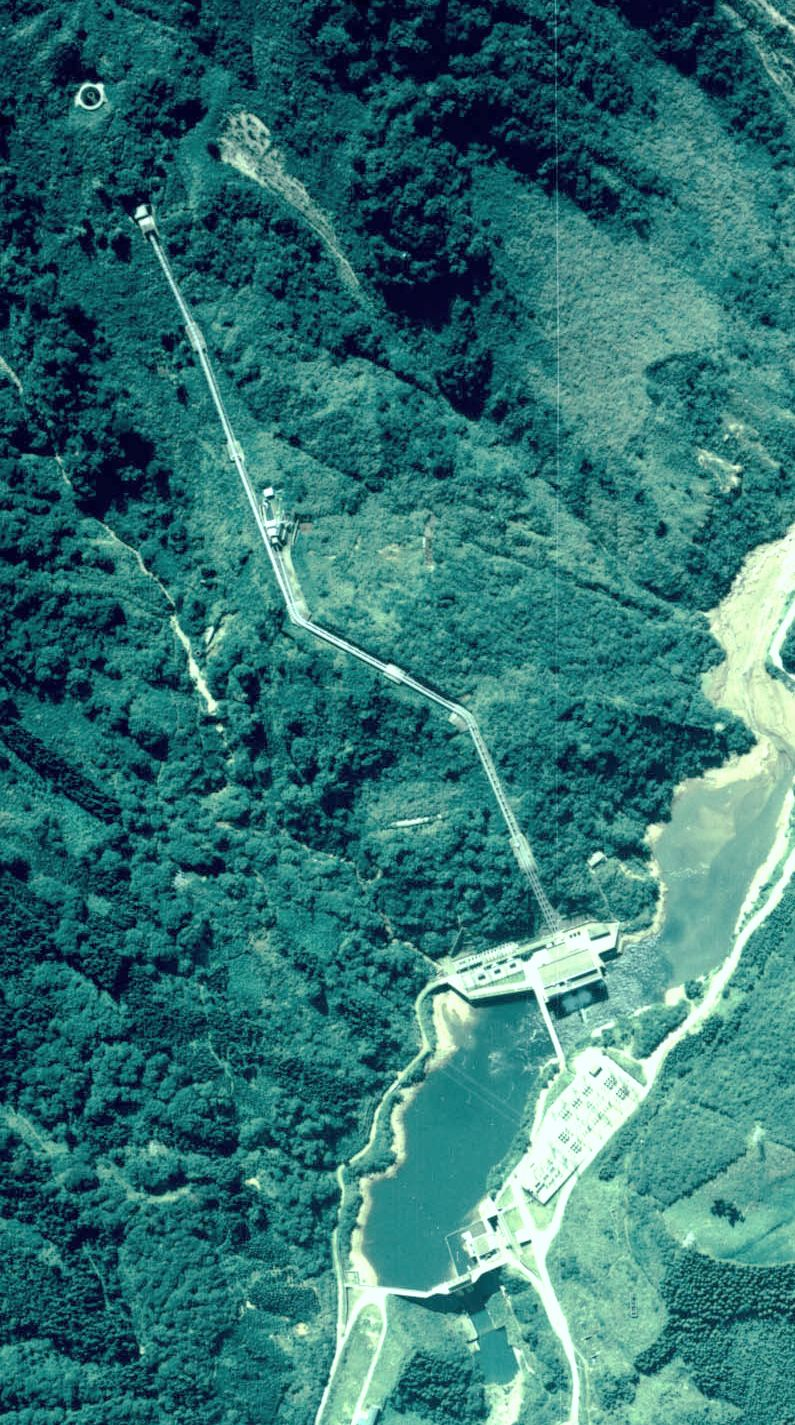
Вид зверху на машинний зал станції (у нижній частині знімку видно греблю малої ГЕС Омата)

Відпрацьована станцією Вадагава II вода потрапляє до невеликого резервуару, створеного на річці Вада (ліва притока Джогандж) за допомогою бетонної гравітаційної греблі висотою 35 метрів та довжиною 72 метра, яка потребувала 7 тис. м3 матеріалу. Вона утримує сховище з площею поверхні лише 1 гектар та об'ємом 171 тис. м3, з яких 78 тис. м3 відноситься до корисного об'єму (коливання рівня поверхні між позначками 599 та 604 метра НРМ).
Від греблі прокладено дериваційний тунель, котрий веде з долини Вада до долини річки Кокучі (так само є лівою притокою Джогандж). Тунель має довжину 6,3 км та перетин 4х4 метра і переходить у напірний водовід довжиною 0,62 км зі спадаючим діаметром від 3,4 до 1,4 метра. В системі також працює вирівнювальний резервуар висотою 43 метра з діаметром 15 метрів.
Основне обладнання станції становлять дві турбіни типу Френсіс загальною потужністю 80,4 МВт (номінальна потужність станції рахується як 73,5 МВт), які використовують напір у 259 метрів.